# LEO Pharma
Das 1908 gegründete Unternehmen LEO Pharma mit Hauptsitz in Ballerup, Dänemark, entwickelt und vermarktet Produkte in den Bereichen Dermatologie, Knochenstoffwechsel und Koagulation. Das Unternehmen ist zu 100 % in eine private Stiftung eingebunden.

## Geschichte

### 1908–1920
Im Jahre 1620 ernannte Christian IV., von 1588 bis 1648 König von Dänemark und Norwegen, die ursprüngliche „Löwen Apotheke“ (Love Apotek) in Kopenhagen zur Hofapotheke. Die Pharmazeuten A. Kongsted und A. Antons kauften die „Löwen Apotheke“ im Jahre 1908 und gründeten „Kobenhavns Loveapoteks kemiske Fabrik“, heute LEO Pharma. Die Gründungsidee Kongsteds und Antons war der Gebrauch von dänischem Rohmaterial und die Produktstandardisierung, die eine identische Wirkung und Eigenschaft der Produkte, egal aus welcher Charge sie stammten, garantieren sollte. In der „Löwen Apotheke“ wurden zwei Labore eingerichtet – ein bakteriologisches und ein pharmakologisches. Die Produktion steriler und standardisierter Zubereitungen begann in diesen Räumlichkeiten. Des Weiteren wurde ein Inhalatorium für Patienten mit Atemwegserkrankungen eingerichtet.
Im Jahre 1910 wurde mit insgesamt drei Mitarbeitern ein Jahresumsatz von 12.000 DKK erzielt. 1912 kam Albyl (Acetylsalicylsäure) auf den Markt, das über viele Jahre bevorzugte Schmerzmittel in Dänemark. Nach weiteren zwei Jahren wurde 1914 die erste Niederlassung namens LEO Helsingborg in Schweden gegründet. Im Jahre 1917 verkaufte Kongsted schließlich seine Anteile an Antons. Im gleichen Jahr standardisierte Marie Krogh Digitalis. Das vermarktete Produkt Digisolvin LEO wurde als erstes dänisches Arzneimittel exportiert. Am 11. April 1920 kam Antons bei einem Verkehrsunfall ums Leben und Kongsted kaufte LEO zurück.

### 1920–1960
Im Jahre 1923 nahm Kongsted mit Hilfe von August Krogh und Hans Christian Hagedorn die Insulinproduktion in Dänemark auf und übertrug diese schließlich 1925 der unabhängigen Nordisk Insulin Foundation. Inzwischen beschäftigte LEO über 80 Mitarbeiter und erzielte einen Jahresumsatz von einer Million DKK. Aufgrund des enormen Wachstums der Fabrik beschloss Kongsted 1926 den Umzug nach Bronshojvej, ein Außenbezirk von Kopenhagen, wo er eine Fabrik mit großen und sehr gut ausgestatteten Räumen erwarb. Dort entwickelte LEO eine Reihe von Hormonprodukten sowie ein Verfahren zur Extraktion von Heparin.
Kongsted verstarb am 24. April 1939 infolge einer schweren Grippe. Sein Schwiegersohn Knud Abildgaard übernahm fortan die Leitung von LEO, kaufte die Fabrik aus der Erbmasse und wurde so zum Fabrikbesitzer.
In der Preisliste von LEO wurden mittlerweile rund 230 Markenprodukte geführt, eines davon war Heparin LEO, das 1940 auf den Markt kam. Während des Zweiten Weltkriegs, im Jahre 1943, stellte LEO als erstes Unternehmen außerhalb des Vereinigten Königreichs und der USA Penicillin her. Im Jahr 1945 kam Penicillin LEO auf den Markt. Penicillin-Produktionsanlagen wurden unter Lizenz in Italien, Spanien und Frankreich gebaut und der Umsatz belief sich mittlerweile auf 11 Millionen DKK. Infolge des stetigen Wachstums verlegte LEO zwischen 1949 und 1959 die gesamte Produktion nach Ballerup und begann, pharmazeutische Produkte zu exportieren. Des Weiteren gründete LEO 1958 Niederlassungen für Produktion und Vertrieb in den Niederlanden und Irland sowie 1959 in Frankreich. Vertriebsniederlassungen wurden 1958 in Griechenland und 1960 im Vereinigten Königreich (LEO UK) gegründet. Die Mitarbeiterzahl stieg auf mehr als 1000 Personen.

### 1960–1990
Im Jahre 1962 wurde das „revolutionäre“ Produkt Fucidine (Fusidinsäure) entwickelt und auf den Markt gebracht. Zeitgleich richtete LEO eine weitere Vertriebsorganisation in Norwegen ein, 1963 gefolgt von der Lövens Läkemedel in Schweden und 1967 von LEO Belgien.
1971 kam Pondocillin (Pivampicillin) als Vertreter einer neuen Generation von Penicillinen auf den Markt, 1978 folgte Selexid (Pivmecillinam). Das Diuretikum Burinex (Bumetanid) wurde 1973 eingeführt, im gleichen Jahr begann LEO mit der Erforschung von Vitamin-D-Analoga. 1978 kam EinsAlpha (Alfacalcidol) auf den Markt.
1983 wurde das 1970 gegebene Versprechen Knud Abildgaards in die Tat umgesetzt: Die LEO Foundation wurde gegründet. Mit der Gründung von LEO Kanada im Jahre 1984 stieg die Mitarbeiterzahl weltweit auf 2.500 und der aktuelle Jahresumsatz belief sich auf 1,14 Milliarden DKK. 1986 verstarb Knud Abildgaard und das Unternehmen LEO wurde von der LEO Foundation, die gerade 3 Jahre zuvor von Abildgaard gegründet worden war, übernommen. Noch im gleichen Jahr kam Fucithalmic auf den Markt.

### 1990–2009
Im Jahre 1990 wurde die Vertriebsniederlassung LEO Finnland gegründet. Knapp ein Jahr später nahm die Vertriebsorganisation von LEO in der Schweiz ihre Tätigkeit auf. Als eine Konsequenz auf die gute Forschungsarbeit in Bezug auf Vitamin-D-Analoga und das daraus generierte Wissen, führte LEO im Jahre 1991 das Produkt Daivonex/Dovonex (Calcipotriol) ein und startete damit in eine neue Ära im Bereich der topischen Behandlung der Psoriasis. Im gleichen Jahr kam das natürlich enzymatisch hergestellte niedermolekulare Heparin innohep (Tinzaparin) auf den Markt.
1992 wurde die deutsche Niederlassung von LEO Pharma (Vertrieb) gegründet. Inzwischen (1994) betrug die Mitarbeiterzahl weltweit mehr als 3000 Personen, davon waren 1250 im dänischen Hauptsitz Ballerup beschäftigt. Auch ein Anstieg im Jahresumsatz auf 2,6 Milliarden DKK war zu verzeichnen.
1998 gründete LEO weitere Vertriebsorganisationen in Österreich und in Portugal. In Ballerup entstand im Jahr 1999 auf einer Fläche von über 25.000 m² ein Forschungs- und Entwicklungskomplex mit modernsten Einrichtungen. Kurz darauf wurde LEO mit dem King Frederik IX’s Award für hervorragende Exportleistungen ausgezeichnet.
2001 wurde die nächste Generation der Psoriasis Behandlung, Daivobet/Dovobet (Calcipotriol/Betamethason) im dänischen Markt präsentiert, von der EU anerkannt und erhielt zudem den Product Award 2003 des dänischen Industrieverbands Dansk Industri.
Im Jahre 2002 änderte die Lovens kemiske Fabrik ihren Namen in LEO Pharma und führte einen neuen Slogan ein: „research based, people driven“.
2005 wurde Daivobet in den USA zugelassen und unter dem Namen Taclonex auf den Markt gebracht. Inzwischen erreichte der Jahresumsatz 4,86 Milliarden DKK.
Am 1. Januar 2008, im 100. Geburtstagsjahr von LEO, trat Gitte P. Aabo das Amt als CEO und Präsident von LEO Pharma an. Im gleichen Jahr kam das neue Präparat Xamiol auf den Markt.

## Die LEO Stiftung
Die LEO Stiftung ist eine unabhängige, private Institution, deren Ziel die Weiterführung der LEO Pharma Gruppe ist. Seit 1986 gehört LEO vollständig zum Besitz der LEO Stiftung und hat daher keine externen Anteilseigner. August Kongsted gründete LEO in Dänemark im Jahre 1908 – das Unternehmen befand sich 75 Jahre im Besitz seiner Erben.
1983 gründete Knud Abildgaard und seine Frau Gertrud Abildgaard, die LEO Stiftung. Durch die Stiftung ist gewährleistet, dass alle Gewinne des Unternehmens bei LEO bleiben und in zukünftige Forschung und Entwicklung neuer Medikamente investiert werden.

## Die LEO Forschungsstiftung
Neben der LEO Stiftung gibt es noch eine zweite, ältere Stiftung, die sehr eng mit der Geschichte von LEO Pharma verbunden ist: Die LEO Forschungsstiftung. Die LEO Forschungsstiftung in Dänemark (früher bekannt als „Lovens Kemiske Fabriks Forskningsfond“) ist komplett getrennt von der LEO Stiftung und hat darüber hinaus ihren eigenen Vorstand. Die LEO Forschungsstiftung wurde 1947 vom damaligen Besitzer der LEO Pharma, Knud Abildgaard, ins Leben gerufen.

## Das LEO Logo
Das LEO Logo bestand bereits formell seit 1911, als es im Jahre 1956 als das Markenzeichen des Unternehmens registriert wurde. Aber Löwen spielten schon lange vorher eine Rolle in der Geschichte des Unternehmens. 1620 wurde die erste amtlich zugelassene Apotheke, die Löwen Apotheke in Kopenhagen gegründet. Die Apotheke übernahm den Löwen als ihr Symbol. Als die Apotheke im Jahre 1906 renoviert wurde, beauftragten die damaligen Apotheker Clausen und Rink, Rinks Schwester, Anna Rink, mit dem Entwurf des Logos. Ihre Inspiration erhielt Anna Rink von einem in die Zeit um 500 v. Chr. zu datierenden persischen Flachrelief aus dem Palast Dareios I., das im Louvre in Paris ausgestellt war. Dieses Relief trug zahlreiche Löwen. 
Das Rink-Logo wurde beibehalten, als die Apotheker Kongsted und Antons die Apotheke 1908 kauften. 

## Produktionsstätten und Niederlassungen
Weltweit ist LEO einer der größten Hersteller von Heparin und verfügt über eine der modernsten Produktionsanlagen zur Herstellung von Deltanoiden.
In den fünf Produktionsbetrieben in Dänemark, Frankreich und Irland sind mehr als 900 Mitarbeiter beschäftigt. Die pharmazeutischen Produktionsstätten unterliegen internationalen Qualitätssicherungsrichtlinien. Einige der Produktionsstätten wurden durch die US Federal Drug Administration (FDA) zertifiziert, um den Export von Pharmazeutika in die USA zu ermöglichen. In allen Bereichen arbeitet die Produktion in enger Kooperation mit den Entwicklungsabteilungen.
LEO hat weltweit Tochtergesellschaften und regionale Büros positioniert.